# Daphnella ichthyandri
Daphnella ichthyandri é uma espécie de gastrópode do gênero Daphnella, pertencente à família Raphitomidae.